# Famille von Fellenberg
 (juin 2024).
Si vous disposez d'ouvrages ou d'articles de référence ou si vous connaissez des sites web de qualité traitant du thème abordé ici, merci de compléter l'article en donnant les références utiles à sa vérifiabilité et en les liant à la section « Notes et références ».
La famille von Fellenberg, ou famille Fellenberg jusqu'en 1783, est une famille bourgeoise de Berne.

## Histoire
Konrad († 1571), originaire de Suhr s'installe à Berne, où il est admis dans la corporation des Forgerons, en 1531, puis au Grand Conseil, en 1556. Son fils Konrad (1558-1598) entre au Petit Conseil, en 1589. La troisième génération inaugure une tradition de juristes qui va perdurer jusqu'au XXe siècle.
La famille s'illustre aussi dans le monde de l'alpinisme. Le 16 août 1856, le Wildstrubel (sommet ouest le plus difficile du Mont Rose) fut escaladé pour la première fois par Edmund von Fellenberg avec Jakob Tritten ; ils font partie des précurseurs dits de L'Âge d'or de l'alpinisme.

## Personnalités
- Philipp Emanuel von Fellenberg
- Edmund von Fellenberg
- David Fellenberg (1587-1628), entrée au Grand Conseil (1610), greffier de tribunal (1611), puis d'avoyer de Thoune (1614), et membre du Petit Conseil (1621)[2]
- Daniel von Fellenberg (1736-1801), secrétaire de la chambre des appellations allemande (dès 1759), professeur de droit à l'académie de Berne (1763-1777), membre de la chambre des appellations (1777), du Grand Conseil (1775) et du Petit Conseil de Berne (1786). Bailli de Schenkenberg (1779), membre du Conseil académique (1786), du conseil de santé (1787) et directeur du Böspfennig (1790)[3].

## Armoiries
Les armes de la famille se blasonnent ainsi : parti d'argent à une rose de gueules, tigée d'or, feuillée de trois feuilles de sinople, et de gueules à une rose d'argent, tigée et feuillée d'or, les roses mouvant d'un bâton posé sur trois coupeaux.
Blasonnement : Coupé d'argent et de rouge, recouvert d'un trièdre écartelé vert et or et d'une branche de rosier écartelée vert et or, d'où sort une rose ensemencée d'or, de couleurs alternées, avec une feuille verte et une feuille dorée, des sépales vert et or et une tige de même.
Remarques : La famille porte ces armoiries depuis la fin du XVe siècle. Elles ont été confirmées par la lettre de noblesse impériale du 20 avril 1728 accordée à Daniel Fellenberg.
Vitrail héraldique d'armoiries Konrad Fellenberg et Anna Frisching de 1556
Dans un cadre d'arcades Renaissance en plein cintre, les deux armoiries Fellenberg et Frisching. Derrière, une femme vêtue de rouge tenant un écu, probablement la fondatrice. Arrière-plan paysager avec une petite ville et une chaîne de montagnes. En dessous, cartouche avec l'inscription du donateur.
Konrad Fellenberg (†1571) avait quitté Suhr AG dans sa jeunesse pour s'installer à Berne, où il s'était engagé en 1531 dans la corporation des forgerons et où il était devenu, par son mariage en 1551 avec Anna Frisching (*1536), l'ancêtre de la famille Fellenberg du Conseil de Berne. Il est lui-même entré au Grand Conseil bernois en 1556. Sept ans plus tard, les autorités le nommèrent bailli de Ripaille F et en 1568, il occupa la même fonction à Moudon VD.

## Titres et possessions
Titre de noblesse : lettre de noblesse impériale du 20 avril 1728 accordée à Daniel Fellenberg par l’Empereur d’Autriche-Hongrie.
Appartenance : 
- Société de Mittellöwen
- Société de la guilde des forgerons de Berne (« Zunftgesellschaft zu Schmieden »)

## Charges
Konrad Felleberg est membre du Grand Conseil de Berne en 1556. Son fils, également prénommé Konrad, est membre du Petit Conseil de Berne dès 1589.
Philipp Emanuel von Fellenberg devint également membre du Parlement bernois (Grosser Rat), du "Verfassungsrat" et du "Erziehungsrat", Grand Conseil de l'Education bernoise. Il participe à la mise en place du système scolaire cantonal et influence la loi sur l'éducation dans les années 1830.